# Frederik Tesdorpf
Edvard Frederik Jakob Tesdorpf (3. december 1854 på Orupgård – 23. maj 1937) var en dansk godsejer. Han var broder til Adolph Tesdorpf.
Frederik Tesdorpf var en søn af gehejmekonferensråd Edward Tesdorpf og fødtes 3. december 1854 på Orupgård. Han lærte landbruget her og på Sæddingegård, opholdt sig iVa år i Tyskland England for at lære disses agerbrug at kende, overtog 1880 forpagtningen af Sæddingegård og arvede ved faderens død Orupgård, hvis besætning deltog i den første avlscenterkonkurrence og fik tilkendt opmuntringspræmie 1899. Tesdorpf, der var en kyndig hippolog, var medlem af Statshingsteskue-Kommissionen og af bestyrelsen for Maribo Amts økonomiske Selskab. Han har særlig gjort sig bekendt som en energisk og dygtig talsmand for landbrugets toldbeskyttelse, han var medlem af den af regeringen i 1899 nedsatte Landbrugstold-Kommission og formand for den i 1897 stiftede landbrugets toldbeskyttelsesforening. 1902 valgtes han til medlem af Landstinget (Frikonservative), hvor han sad til 1910.
Tesdorpf, der 1879 udnævntes til kammerjunker og 1890 til hofjægermester, ægtede 15. november 1884 Sophie Tutein, datter af købmand William Tutein og hustru, f. Kirketerp. Han var Ridder af Dannebrog og Dannebrogsmand.
Han var besidder Ourupgård, Brændte Ege, Kringelborg og Bøtøgård og af det. 1. Tesdorpfske Fideikommis; formand i bestyrelserne for Telegrafenen, Patent Poulsen og Sukkerfabrikken Nykjøbing, Nykjøbing F. og i bestyrelsen for Dansk Eksportforening.